# Wilhelm VIII. (Aquitanien)

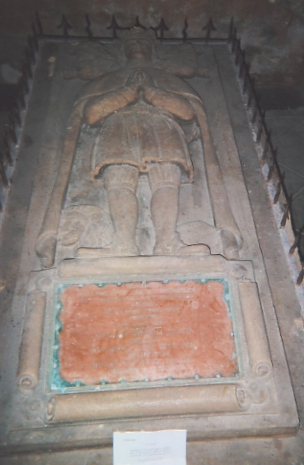
Gisant Wilhelms VIII. in der Kirche Saint-Jean de Montierneuf in Poitiers

Wilhelm VIII. (getauft als Guido, genannt Guido-Gottfried, * um 1025; † 25. September 1086) aus der Familie der Ramnulfiden war Herzog von Gascogne (1052–1086), Herzog von Aquitanien und Graf von Poitou (1058–1086).
In der Gascogne folgte er Bernard II. Tumapaler, in Aquitanien und Poitou seinem Bruder Wilhelm VII. Guido war der jüngste Sohn des Herzogs Wilhelm V. und dessen dritter Frau Agnes von Burgund. Er war der Schwager des Kaisers Heinrich III., der seine Schwester Agnes von Poitou geheiratet hatte.
Er wurde Herzog von Gascogne während der Herrschaft seines Bruders Wilhelm VII. in Aquitanien. Die Gascogne war an die Ramnulfiden durch Wilhelms V. Ehe mit Prisca von Gascogne gekommen, einer Tochter des Herzogs Guillaume Sanche; Guido wurde Herzog, obwohl er kein Nachkommen Priscas war.
Wilhelm VIII. war einer der Anführer der Verbündeten, die 1064 Sancho I. Ramirez, König von Aragón, bei der Belagerung von Barbastro zu Hilfe kamen. Dies war der erste vom Papst organisierte Feldzug, hier Papst Alexander II., gegen eine muslimische Stadt – ein Vorgriff auf die späteren Kreuzzüge. Barbastro wurde erobert, die Einwohner wurden getötet, eine immense Beute wurde gemacht; allerdings ging die Stadt nach einigen Jahren wieder verloren. Die Ehen, die Wilhelms Töchter mit Herrschern der iberischen Halbinsel schlossen, deuten auf die Priorität, die Wilhelm der Politik südlich der Pyrenäen gab.
Wilhelm VIII. heiratete drei Mal und hatte mindestens fünf Kinder. Nachdem er von seiner ersten (keine Kinder) und seiner zweiten Frau (eine Tochter) geschieden worden war, heiratete er eine wesentlich jüngere, die mit ihm verwandt war. Aus dieser Ehe ging ein Sohn hervor, und Wilhelm VIII. musste in den frühen 1070er Jahren nach Rom reisen, um den Papst dazu zu bringen, seine Kinder aus dieser dritten Ehe als legitim anzuerkennen.
1. Ehe: um 1044, verstoßen 1058, mit Anna von Périgord, Tochter des Grafen Aldebert II.
2. Ehe 1058/9, geschieden 1068, mit Mathilde von La Marche, Tochter des Grafen Audebert;
  1. Agnes (um 1059–1078), heiratete Alfons VI. König von Kastilien (Haus Jiménez). Die Ehe blieb kinderlos und wurde annulliert.
3. Ehe 1068/9 Hildegard von Burgund, † nach 1104, wohl 1120, Tochter des Robert I. Herzog von Burgund (Älteres Haus Burgund)
  1. Wilhelm VII. (IX.) der Junge (Guillaume le Jeune), * wohl 22. Oktober 1071, † 10. Februar 1126/27, 1086 Graf von Poitou und Herzog von Aquitanien;
  2. Hugo (Hugues), † nach 1126
  3. Agnes, † 1097; ⚭ Peter I., 1094 König von Aragón, † 27. September 1104 (Haus Jiménez)
  4. Beatrix, † 1110; ⚭ I 1108 Alfons VI., 1072 König von Kastilien und León, † 30. Juni/1. Juli 1109 (Haus Jiménez)